# Stożkówka krótkokorzeniasta
Stożkówka krótkokorzeniasta (Conocybe microrrhiza Hauskn.) – gatunek grzybów z rodziny gnojankowatych (Bolbitiaceae).

## Systematyka i nazewnictwo
Pozycja w klasyfikacji według Index Fungorum: Conocybe, Bolbitiaceae, Agaricales, Agaricomycetidae, Agaricomycetes, Agaricomycotina, Basidiomycota, Fungi.
Po raz pierwszy opisał go w 1999 r. Anton Hausknecht w Austrii. Synonimy:
- Conocybe leporina var. parvispora Hauskn. 1996
- Conocybe leporina var. tetraspora Singer & Hauskn., in Singer & Hausknecht 1988
- Conocybe microrrhiza var. coprophila Amand. Kaur, Atri & M. Kaur 2014
- Conocybe microrrhiza var. parvispora (Hauskn.) Hauskn. 1999
- Conocybe microrrhiza var. tetraspora (Singer & Hauskn.) Hauskn. 1999

Nazwa polska według internetowego atlasu grzybów

## Występowanie i siedlisko
Podano stanowiska stożkówki krótkokorzeniastej tylko w Europie. Brak go w opracowanej w 2003 roku przez Władysława Wojewodę „Krytycznej liście wielkoowocnikowych grzybów podstawkowych Polski”, ale jego stanowiska podał B. Gierczyk w 2018 r.
Stożkówki to grzyby naziemne saprotroficzne.